# 维维耶
维维耶（法語：Viviers，法語發音：[vivje]）是法国阿尔代什省的一个市镇，属于普里瓦区。

## 地理
维维耶（44°28'58"N, 4°41'20"E）面积34.15 平方千米，位于法国奥弗涅-罗讷-阿尔卑斯大区阿尔代什省，该省份为法国东南部内陆省份，北起顺时针与卢瓦尔省、伊泽尔省、德龙省、沃克吕兹省、加尔省、洛泽尔省和上盧瓦爾省接壤。
与维维耶接壤的市镇（或旧市镇、城区）包括：拉尔纳、圣蒙唐、圣托梅、勒泰伊、罗讷新堡、栋泽尔。

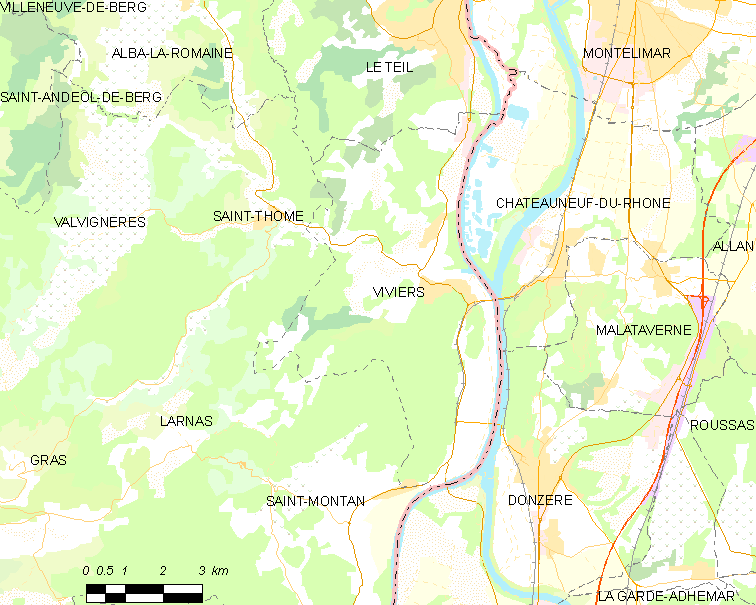
维维耶的OSM定位图

维维耶的时区为UTC+01:00、UTC+02:00（夏令时）。

## 行政
维维耶的邮政编码为07220，INSEE市镇编码为07346。

## 政治
维维耶所属的省级选区为圣昂代奥勒堡县。

## 人口

1962-2008年间维维耶人口变化图示

维维耶于2022年1月1日时的人口数量为3659人。